# Dick Knostman
Richard W. "Dick" Knostman (Wamego, Kansas, 9 de agosto de 1931) es un exjugador de baloncesto estadounidense que jugó durante una temporada en la NBA. Con 1,98 metros de altura, lo hacía en la posición de pívot.

## Trayectoria deportiva

### Universidad
Jugó durante cuatro temporadas con los Wildcats de la Universidad Estatal de Kansas, en las que promedió 14,6 puntos por partido. Fue elegido en el mejor quinteto de la Big 7 Conference en sus dos últimas temporadas, además de ser incluido en el segundo mejor quinteto All-America en 1953 y en el tercero en 1952.
En 1951 llegó a disputar la final del Torneo de la NCAA ante Kentucky, en la que perdieron por 68-58. Knostman consiguió en dicho partido 3 puntos y 3 rebotes.

### Profesional
Fue elegido en la decimosexta posición del Draft de la NBA de 1953 por Syracuse Nationals, con los que jugó 5 partidos, en los que promedió 2,6 puntos y 3,4 rebotes.

## Estadísticas de su carrera en la NBA

### Temporada regular
| Temporada | Edad | Equipo             | Liga | P | TIT | MIN | TC  | TCA | %TC  | 3P | 3PA | %3P | TL  | TLA | %TL  | R.OF. | R.DEF. | REB | ASIS | ROB | TAP | PER | FP  | PTS |
| 1953-54   | 22   | Syracuse Nationals | NBA  | 5 |     | 9.4 | 0.6 | 2.0 | .300 |    |     |     | 1.4 | 2.2 | .636 |       |        | 3.4 | 1.2  |     |     |     | 1.8 | 2.6 |
| Total     |      |                    | NBA  | 5 |     | 9.4 | 0.6 | 2.0 | .300 |    |     |     | 1.4 | 2.2 | .636 |       |        | 3.4 | 1.2  |     |     |     | 1.8 | 2.6 |